# Беляны (гмина)
Беляны (пол. Bielany) — сельская гмина (уезд) в Польше, входит как административная единица в Соколувский повет, Мазовецкое воеводство. Население — 3919 человек (на 2004 год).

## Демография
| Перепись                       | Всего   | Всего | Женщины | Женщины | Мужчины | Мужчины |
| ------------------------------ | ------- | ----- | ------- | ------- | ------- | ------- |
| Единицы                        | человек | %     | человек | %       | человек | %       |
| Население                      | 3919    | 100   | 1927    | 49,2    | 1992    | 50,8    |
| Плотность населения (чел./км²) | 35,8    | 35,8  | 17,6    | 17,6    | 18,2    | 18,2    |

## Сельские округа
1. Беляны-Ярославы
2. Беляны-Вонсы
3. Беляны
4. Блоне-Дуже
5. Блоне-Мале
6. Бродаче
7. Дмохы-Рентки
8. Дмохы-Рогале
9. Корабе
10. Ковесы
11. Кожухув
12. Кожухувек
13. Ксенжополе-Будки
14. Ксенжополе-Коморы
15. Кудельчин
16. Пачуски-Дуже
17. Патрыкозы
18. Патрыкозы-Колёня
19. Розбиты-Камень
20. Ручаны
21. Руда-Колёня
22. Сикоры
23. Требень
24. Ваньтухы
25. Вехетки-Дуже
26. Вехетки-Мале
27. Воевудки-Дольне
28. Воевудки-Гурне
29. Вышомеж

## Соседние гмины
1. Гмина Лив
2. Гмина Мокободы
3. Гмина Папротня
4. Гмина Репки
5. Гмина Соколув-Подляски
6. Гмина Сухожебры